# Sori
Sori (Söi in ligure) è un comune italiano di 3 945 abitanti della città metropolitana di Genova in Liguria.

## Geografia fisica

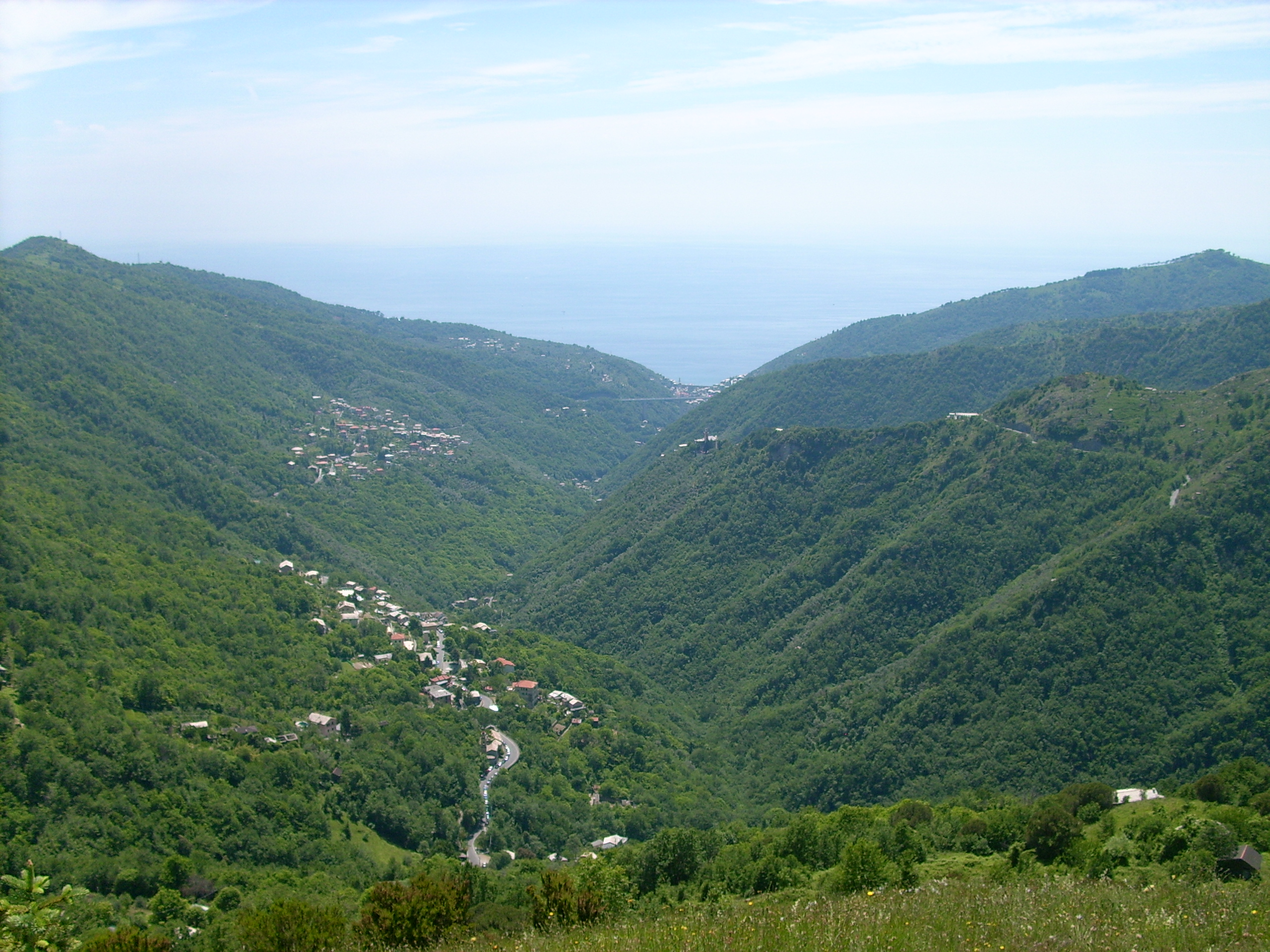
Panoramica dell'entroterra di Sori e di alcune frazioni dal monte Cornua

Il borgo di Sori si affaccia sul mare del Golfo Paradiso, a est di Genova, nella Riviera di Levante, e il territorio comunale si protende nell'entroterra lungo la valle dell'omonimo torrente fino a raggiungere lo spartiacque con l'alta val Fontanabuona raggiungendo la frazione di Pannesi nel comune di Lumarzo.
Il territorio è esclusivamente montuoso, e raggiunge gli 894 m con il monte Becco, allo spartiacque con la val Fontanabuona. Le pendici sono, fino a circa 400 m di altitudine, sistemate a terrazze all'uso genovese detto delle fasce. La vegetazione varia progressivamente con l'altitudine dalla macchia mediterranea (in larga misura dominata dalla coltivazione dell'olivo) ai più resistenti boschi di castagni, faggi e querce, per diradarsi attorno ai 700 m lasciando il posto a terreni prativi. La costa è quasi esclusivamente rocciosa, con scogliere alte fino a trenta metri; fa eccezione la spiaggia del capoluogo, formata da terreno sabbioso-ghiaioso.
Altre vette del territorio sono il monte dell'Uccellato (828 m), il monte Possuolo (772 m), il monte Cornua (687 m), il monte Cassinea (612 m), il bric Preli (591 m).

## Storia
L'origine di Sori è assai incerta: alcuni ne hanno ipotizzato l'origine greca. È infatti probabile che una popolazione del centro della Grecia l'abbia fondata intorno al VII secolo a.C.: la popolazione si era insediata nella zona e aveva fondato altri paesi nel territorio dei Liguri tra cui Marsiglia e Nizza, ora ambedue in territorio francese.
Quasi certamente il piccolo paese con il suo porticciolo fu utilizzato anche dai Romani, anche se non ve ne sono testimonianze.
Le prime documentazioni risalgono al 1143, con la citazione dei "Consoli di Sori", e ancora nel 1190, o comunque nel XII secolo, quando il borgo fu sottoposto alla cura della pieve di Recco nell'allora giurisdizione dei vescovi di Milano. Rientrò ben presto nell'orbita di Genova, così come i vicini borghi del Golfo Paradiso annessi dapprima nella podesteria del Bisagno e, dal 1606, nel neo istituito capitaneato di Recco. Da questo periodo storico i borghi di Sori e Pieve Ligure furono aggregati nell'unica municipalità feudale di Pieve di Sori.
Nei secoli successivi il paese si arricchì grazie ai traffici commerciali e alla marineria, ma come molti paesi della Liguria incontrò le numerose scorribande dei pirati Saraceni nel XVI secolo. Il 1º luglio del 1584 il paese fu completamente saccheggiato, distrutto e incendiato e 134 persone furono rapite; il paese non poté resistere alla furia di 1 500 pirati.
Nel 1754 il paese fu occupato dalle truppe austriache e intorno al 1800 i monti Cornua e Becco furono teatro di cruente battaglie tra gli austriaci e l'esercito di Napoleone Bonaparte. Con la nuova dominazione francese le quattro municipalità di Sori, Pieve di Sori, Canepa e Sant'Apollinare rientrarono dal 2 dicembre 1797 nel dipartimento del Golfo del Tigullio, con capoluogo Rapallo, all'interno della Repubblica Ligure. Dal 28 aprile del 1798 con i nuovi ordinamenti francesi, Sori rientrò nel III cantone, come capoluogo, della giurisdizione della Frutta e dal 1803 centro principale del VI cantone della Frutta nella giurisdizione del Centro. Nel 1804 la municipalità di Sori aggrega la comunità di Sant'Apollinare. Annesso al Primo Impero francese dal 13 giugno 1805 al 1814 venne inserito nel dipartimento di Genova.
Nel 1815 fu inglobato nel Regno di Sardegna, così come stabilì il congresso di Vienna del 1814 anche per gli altri comuni della Repubblica Ligure, ed è in questo periodo che Sori vide un'ulteriore rinascita per la realizzazione, tra il 1816 e il 1818, dell'attuale tracciato della via Aurelia migliorando così i collegamenti stradali.
Rientrato successivamente nel Regno d'Italia dal 1861, venne infine raggiunto dalla ferrovia nel 1870. Dal 1859 al 1926 il territorio fu compreso nel VI mandamento di Recco del circondario di Genova dell'allora provincia di Genova. All'inizio del Novecento vengono costruiti l'asilo, la scuola elementare e media e l'acquedotto comunale.
Subisce gli ultimi cambiamenti del territorio comunale il 1º settembre 1920 quando la frazione di Pieve di Sori viene ceduta dal comune sorese per l'istituzione del comune di Pieve Ligure; nel 1929 quando aggrega il soppresso comune di Canepa; nel 1999 quando una parte di territorio di Pieve Ligure viene ceduta a Sori.
Dal 1973 al 31 dicembre 2008 ha fatto parte della Comunità montana Fontanabuona. Dal 2014 al 2024 ha fatto parte dell'Unione dei comuni del Golfo Paradiso.

### Simboli
Stemma
Gonfalone
Bandiera

Lo stemma e il gonfalone sono stati concessi con il decreto del presidente della Repubblica del 4 dicembre 1954. L'ente comunale utilizza un gonfalone avente un drappo partito di azzurro e di bianco nonostante il bozzetto di riconoscimento preveda un gonfalone unicamente di colore azzurro.

## Monumenti e luoghi d'interesse

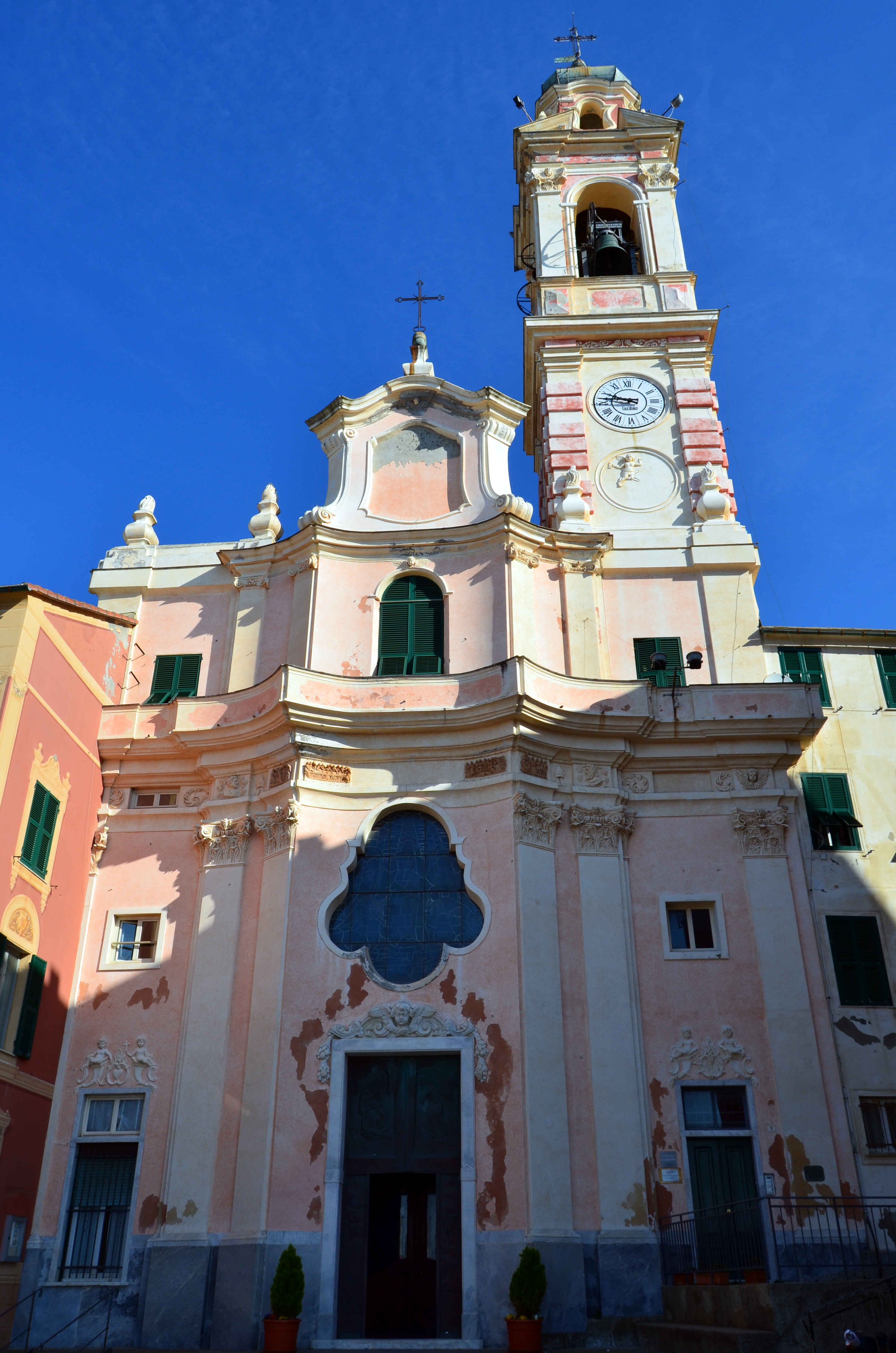
La chiesa parrocchiale di Santa Margherita nel centro di Sori

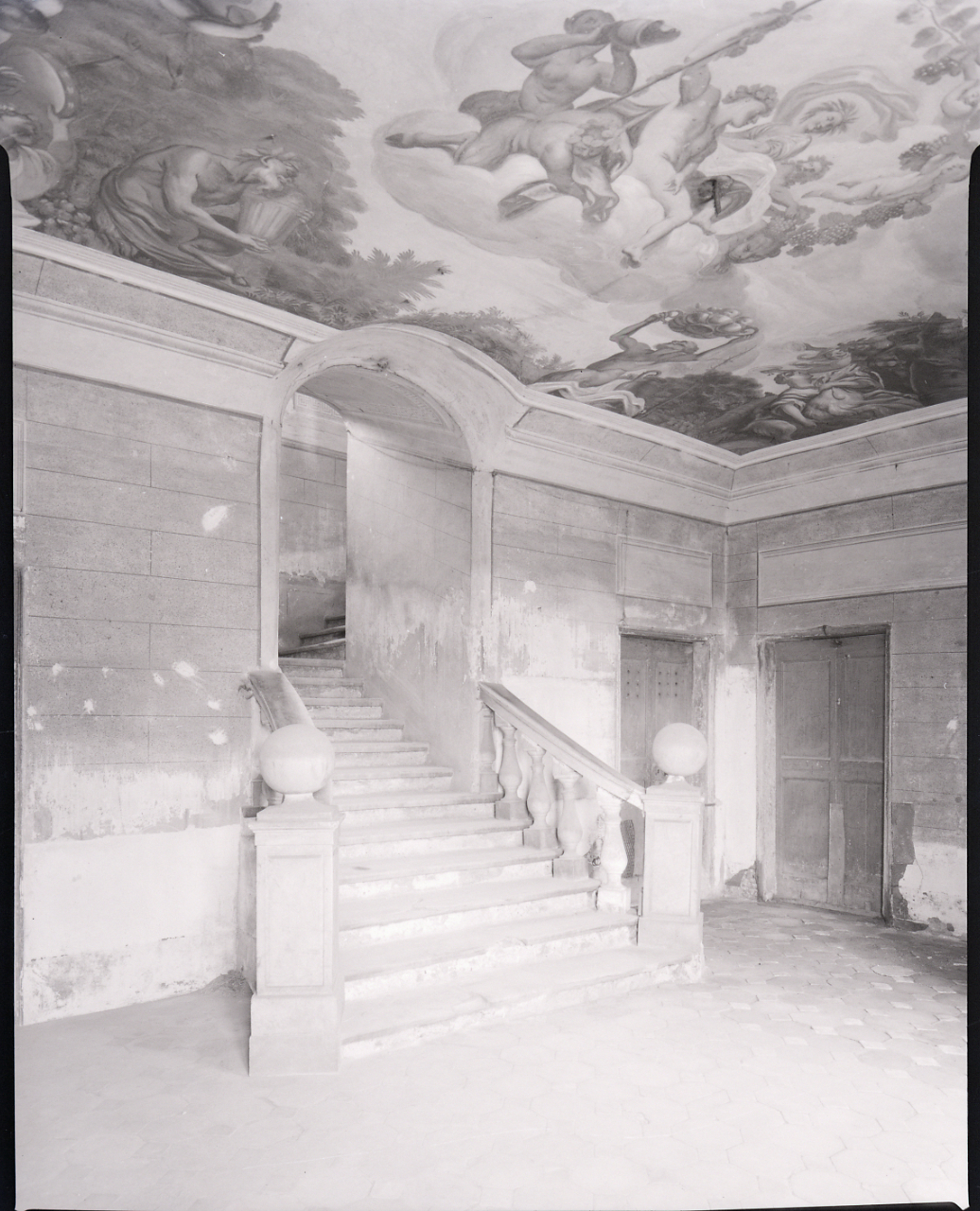
Interno di villa Carola a Sori in una foto di Paolo Monti del 1964

### Architetture religiose

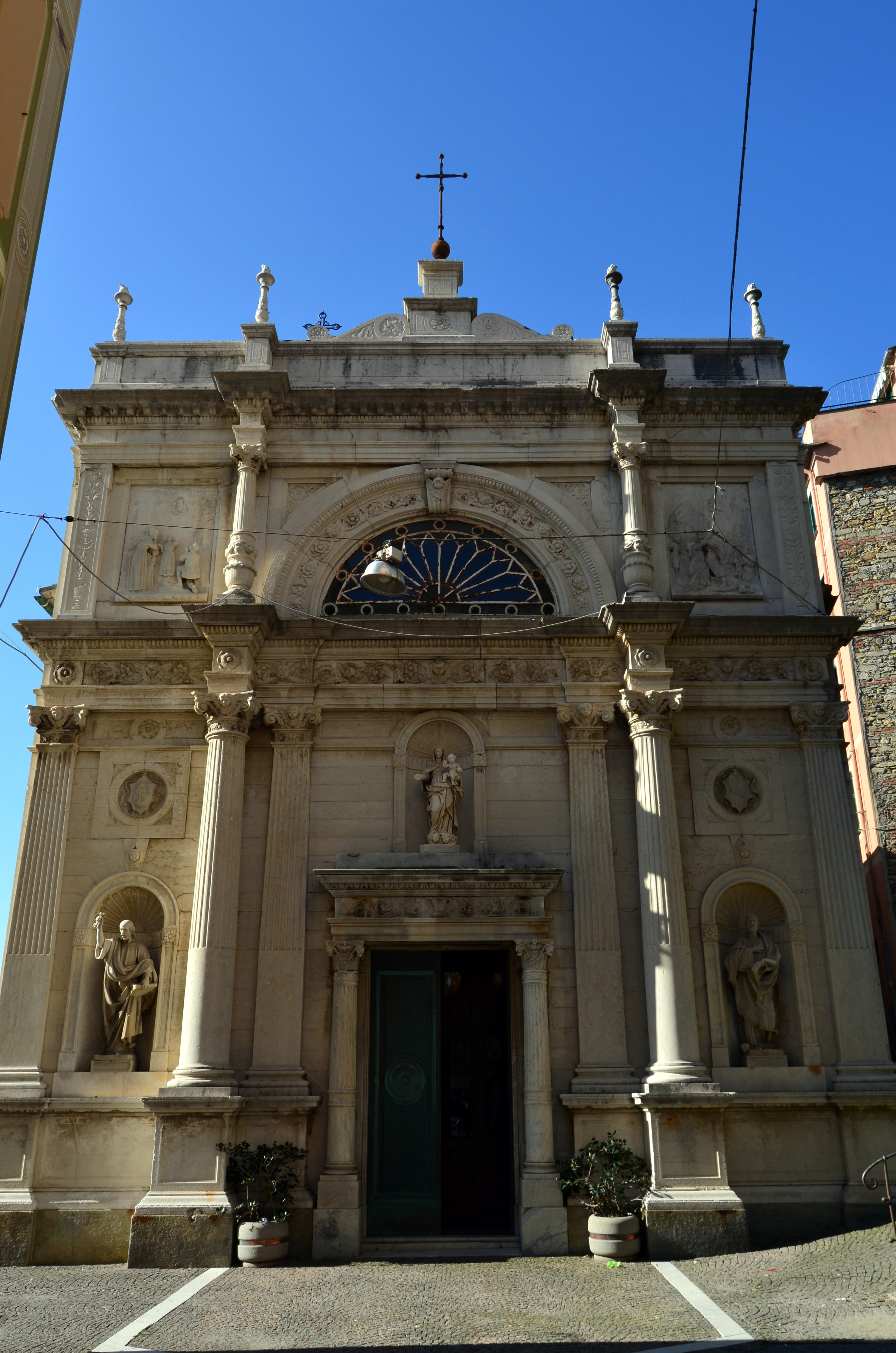
Il santuario di Nostra Signora delle Grazie

- Chiesa parrocchiale di Santa Margherita nel capoluogo. Eretta tra il 1711 e il 1714 su progetto di Antonio Maria Ricca.
- Santuario di Nostra Signora delle Grazie nel capoluogo. Risalente al 1509, presenta una facciata del tardo Rinascimento in pietra bianca e l'ultimo restauro è risalente al 1897. Al suo interno viene venerata un'immagine di una Madonna nera col bambino acquistata nel Cinquecento dal padrone marittimo Gerolamo Stagno in uno dei suoi viaggi in Oriente.
- Oratorio di Sant'Erasmo nel capoluogo.
- Cappella di San Rocco nel capoluogo, lungo la strada statale 1 Via Aurelia. Già citata nella visita apostolica di monsignor Francesco Bossi nel 1582, venne completamente ristrutturata nel XVIII secolo.
- Chiesa parrocchiale di Santa Maria Assunta nella frazione di Canepa, del XVI secolo.
- Ruderi dell'antico ospizio o ospedale di San Giacomo di Pozolo, con relativa chiesetta, edifici risalenti al XIII secolo[11], nei pressi del territorio parrocchiale di Canepa.
- Chiesa parrocchiale di San Pietro nella frazione di Capreno, del XII secolo.
- Oratorio di Nostra Signora della Cintura nella frazione di Capreno, eretto nel 1570 ed originariamente intitolato alla Natività di Maria. L'ingresso della Confraternita di Nostra Signora della Cintura nel 1725 ne modificò l'intitolazione e due anno dopo si diede avvio ad un nuovo rifacimento e abbellimento della struttura.
- Chiesa di Nostra Signora di Lourdes nella frazione di Lago, probabilmente edificata nel corso del XIX secolo.
- Chiesa di Nostra Signora della Provvidenza nella frazione di Levà. Edificata per la prima volta nel 1793 per volere di Gaetano Benvenuto, nel 1804 con la morte del donatore divenne di proprietà del sacerdote Angelo Benvenuto. Subì una nuova ricostruzione tra gli anni 1804 e il 1822 e in tale anno la cappella fu sotto il patronato del priore della chiesa di Nostra Signora del Carmine e Sant'Agnese di Genova. Ebbe un nuovo restauro nel 1847-1848.
- Chiesa parrocchiale di Sant'Apollinare nella frazione di Sant'Apollinare, del XIII secolo.
- Chiesa parrocchiale di San Bartolomeo nella frazione di San Bartolomeo, dell'XI secolo.
- Oratorio di Nostra Signora del Carmine nella frazione di San Bartolomeo, edificato attiguo alla parrocchiale nel 1770.
- Cappella di Sant'Alberto e Nostra Signora di Caravaggio presso il colle di Sant'Alberto, nella frazione di San Bartolomeo. Citato in alcuni documenti del XIX secolo, si presume tuttavia una sua edificazione in epoca antica come cappella campestre lungo diversi sentieri di crinale. Presso l'unico altare vi è collocato il dipinto Sant'Alberto con i santi Carlo e Vincenzo Ferrer.
- Chiesa parrocchiale di Santa Maria Immacolata nella frazione di Sussisa, del 1754. Nel 1920 divenne ufficialmente parrocchia e nel 1928 venne ingrandita e restaurata nella forma attuali.
- Chiesa parrocchiale di San Lorenzo nella frazione di Teriasca, del XVI secolo.
- Cappella di Nostra Signora della Guardia nella frazione di Teriasca, presso la località di Cortino, edificata probabilmente nel corso dell'Ottocento.
- Cappella di San Rocco nella frazione di Teriasca, edificata nel 1912 e restaurata nel 2012.

### Architetture civili
Il ponte detto "napoleonico" ad arco in pietra da taglio è un tracciato della via Aurelia dai primordi del XIX secolo al 1937 (spostamento del tracciato sul viadotto) e dal 1944 al 1948 (distruzione e ricostruzione postbellica del viadotto). Oggi è percorso da via Giuseppe Garibaldi e raccorda la viabilità proveniente dalla strada statale 1 Via Aurelia alla SP 71 del Monte Cornua per le frazioni e la val Fontanabuona.
Originario tracciato della via Aurelia fino alla costruzione del ponte "napoleonico", la "via Sant'Erasmo" - nota a Sori come il carruggio - è la strada più antica e meglio conservata del capoluogo, risparmiata dai bombardamenti della seconda guerra mondiale. È fiancheggiata da due schiere continue di palazzi alti da quattro a sei piani, che formano un borgo compatto all'occorrenza difendibile contro assalti provenienti dal mare, secondo l'uso tipico degli antichi borghi marinari genovesi. Collega la zona a mare, in prossimità del santuario di Nostra Signora delle Grazie, con la via Aurelia, mediante un ripido tracciato in salita. A circa metà dell'ascesa si apre lato mare la piazzetta di Sant'Erasmo, su cui si affaccia l'omonimo oratorio, tuttora consacrato, dove vengono anche organizzate manifestazioni culturali e musicali.
Lungo la SS 1 Via Aurelia è ubicata l'antica dimora nobiliare di villa Marina, oggi denominata come Casa educativa Marina Videmari delle Marcelline, edificata nel 1811 dal marchese De Franchi. Negli anni venti del Novecento, dopo l'acquisto nel 1921 da parte della famiglia Nasturzio, l'edificio venne ampliato e sopraelevato di un piano. La struttura è attualmente una residenza protetta gestita dall'ordine religioso delle Suore di Santa Marcellina.
Altra celebre costruzione di Sori è il "mulino delle Fulle" presso l'omonima località.

### Architetture militari

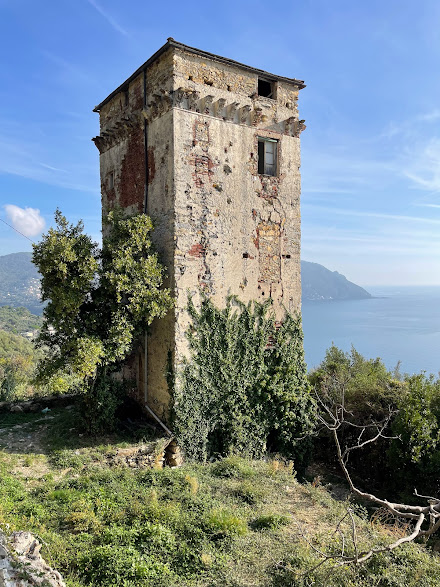
La torre di Sant'Apollinare, detta anche "Saracena", lungo il sentiero per Polanesi.

Lungo il sentiero di crinale tra le frazioni di Sant'Apollinare e di Polanesi (Recco) è ubicata l'antica torre d'avvistamento, detta "Saracena" o di "Sant'Apollinare", risalente probabilmente alla metà del XVI secolo. A pianta quadrata e muratura in pietra e mattoni, venne edificata in un periodo storico interessato dalle incursioni piratesche saracene nei territori e borghi costieri della Repubblica di Genova.
Perso l'uso difensivo e di controllo la torre, dalla quale si ha una buona visuale marittima della costa del Golfo Paradiso, fu convertita ad uso abitativo, di magazzino e ricovero. Il sito, di proprietà privata, è in forte stato di abbandono, ma liberamente visitabile esternamente.  

### Aree naturali
Nel territorio comunale di Sori è presente e preservato un sito di interesse comunitario, proposto dalla rete Natura 2000 della Liguria, per il suo particolare interesse naturale e geologico. Il sito è collocato tra i fondali dei comuni di Bogliasco, Pieve Ligure e Sori, e la delegazione genovese di Nervi, dove è segnalato un particolare habitat formato da praterie di posidonia oceanica e formazioni coralline. Tra le specie animali sono presenti i pesci: Centrolabrus melanocercus, Gobius cruentatus, Gobius geniporus, Gobius luteus, Hippocampus hippocampus, Hippocampus ranulosus, Labrus viridis, Symphodus cinereus, Symphodus doderleini, Symphodus mediterraneus, Symphodus ocellatus, Symphodus rostratus e Symphodus tinca.

## Società

### Evoluzione demografica
Abitanti censiti

### Etnie e minoranze straniere

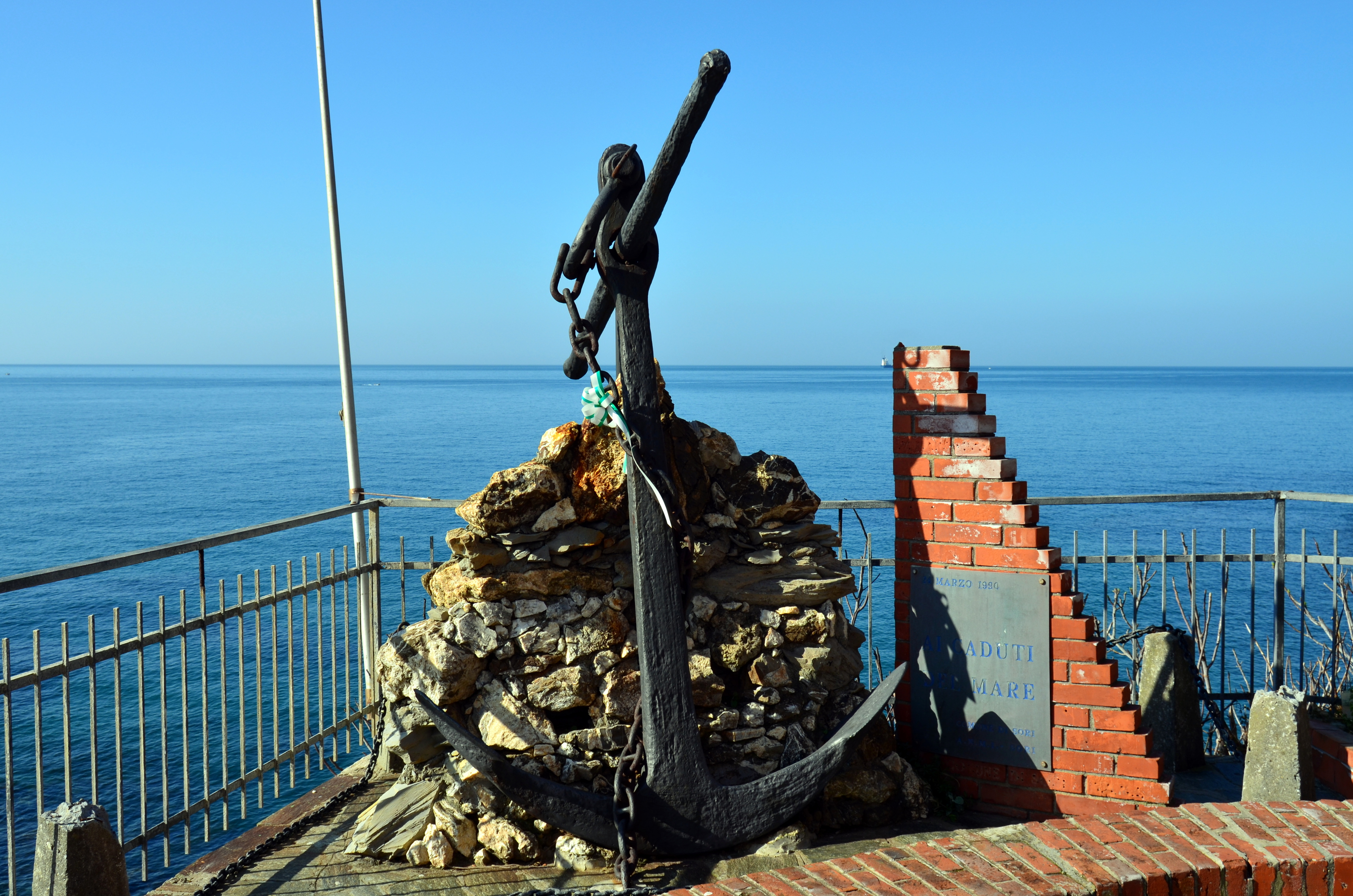
Monumento ai caduti del mare

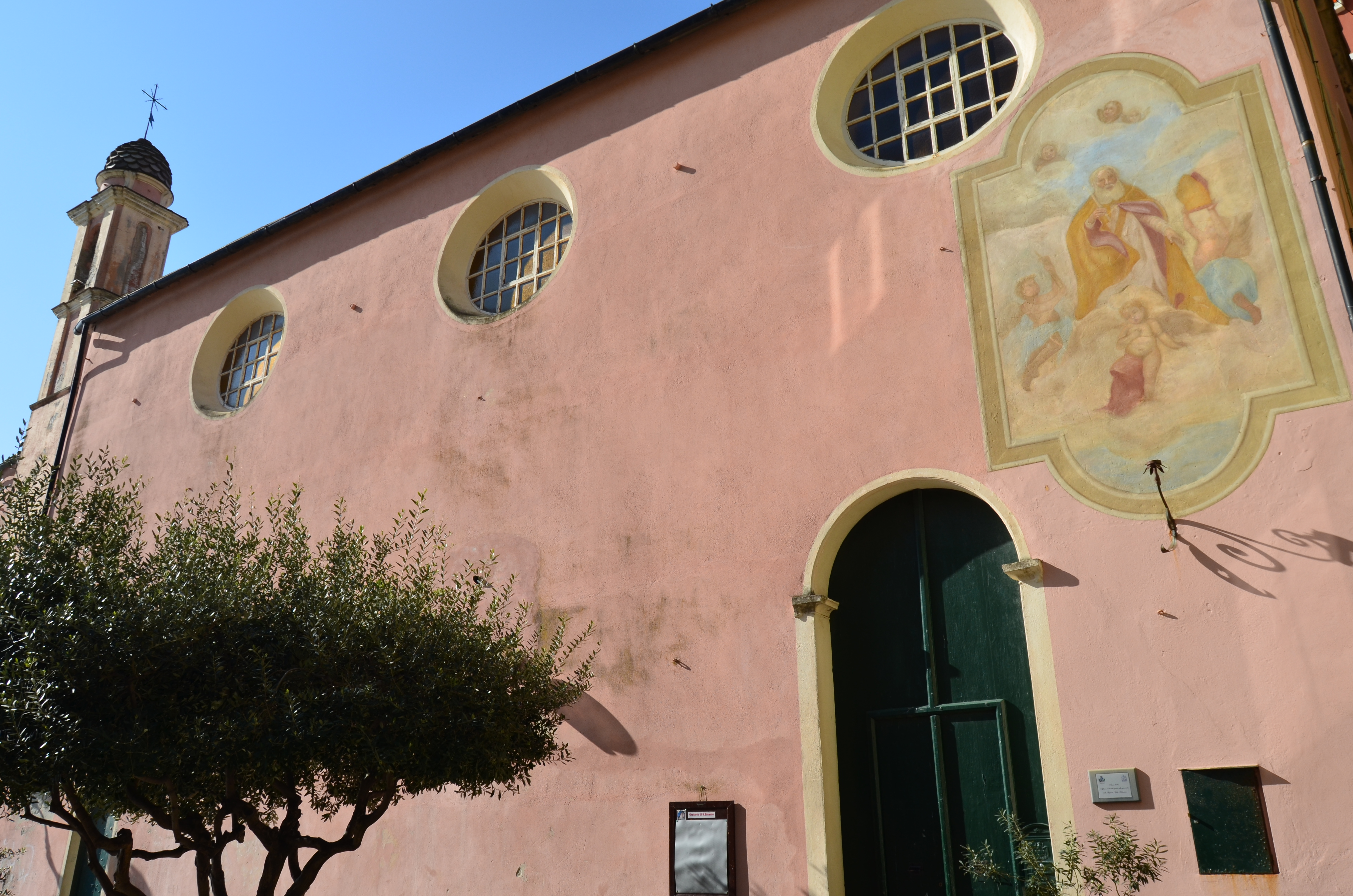
L'oratorio di Sant'Erasmo

Secondo i dati Istat al 31 dicembre 2022, i cittadini stranieri residenti a Sori sono 219, così suddivisi per nazionalità, elencando per le presenze più significative:
1. Albania, 68
2. Sri Lanka, 23
3. Ecuador, 22

## Cultura

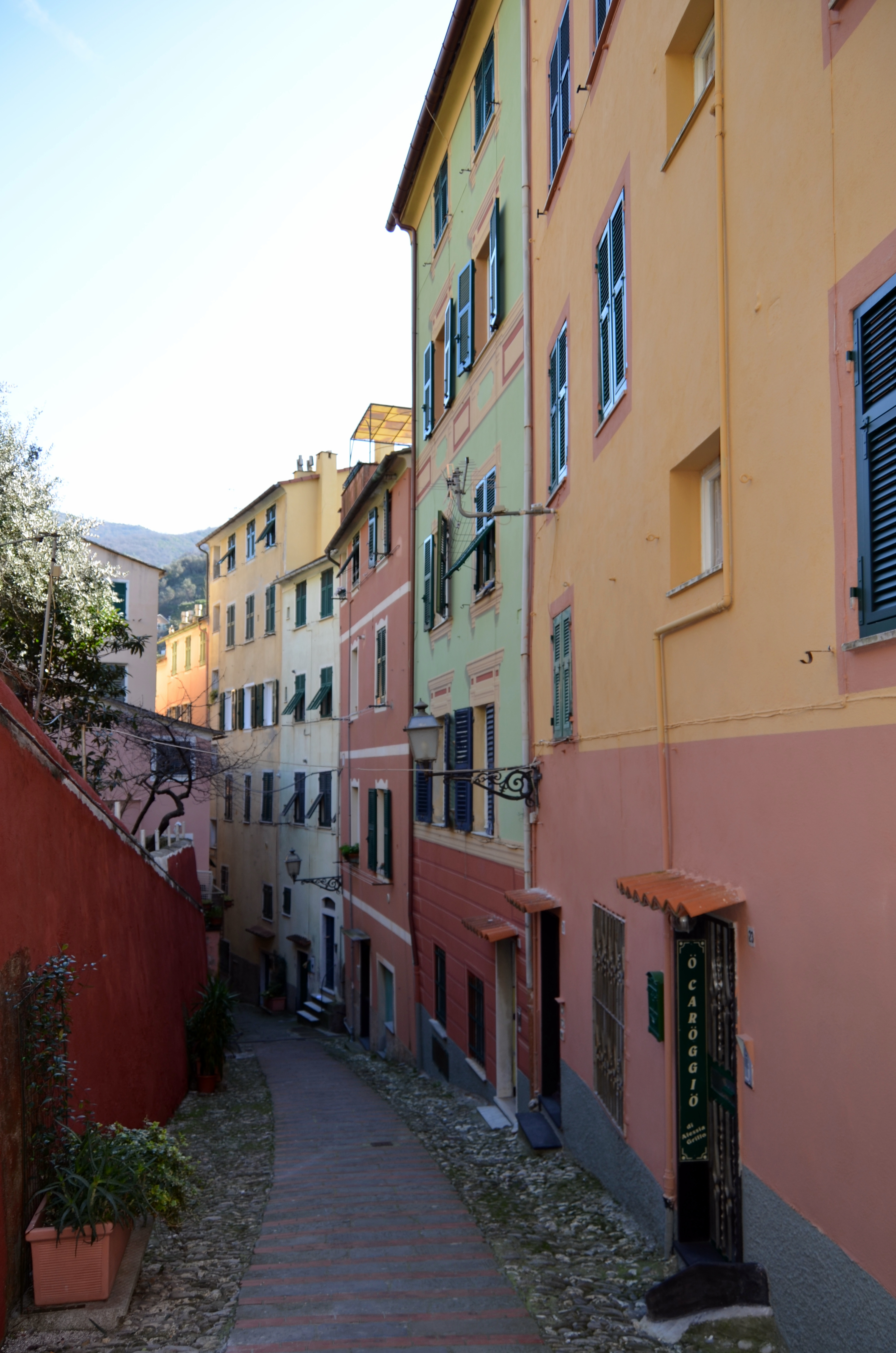
Scorcio del centro storico, via sant'Erasmo

### Cucina
Il prodotto caratteristico di Sori sono le trofie, pasta fresca che prende il nome dalla preparazione che è svolta proprio strofinando l'impasto formandone una lunga striscia sottile che poi viene suddivisa in piccoli segmenti a forma irregolare, generalmente della dimensione fra 3 e 5 cm. Di norma vengono condite con il pesto alla genovese a cui possono essere aggiunte anche patate bollite e fagiolini.
Tuttavia un po' in tutta la riviera, per soddisfare il palato dei turisti, non è raro trovare l'abbinamento tra le trofie, condimenti a base di pesce (gamberi, pezzetti di tonno, ecc.) e verdure come ad esempio le zucchine o pomodoro fresco.
Sori fa parte, insieme ai vicini Recco, Camogli e Avegno, dei comuni inclusi nella zona di produzione della Focaccia di Recco con il Formaggio.

### Eventi
- Sori Jazz Festival - "Da Sori al Golfo Paradiso" nei fine settimana di luglio. Rassegna dedicata al filone Jazz in Italia, nata nel 1987, e oggi organizzata dal "Comitato dei Comuni e delle Pro Loco del Golfo Paradiso" (Sori, Pieve Ligure, Avegno, Uscio).

La chiesa di San Pietro presso Capreno

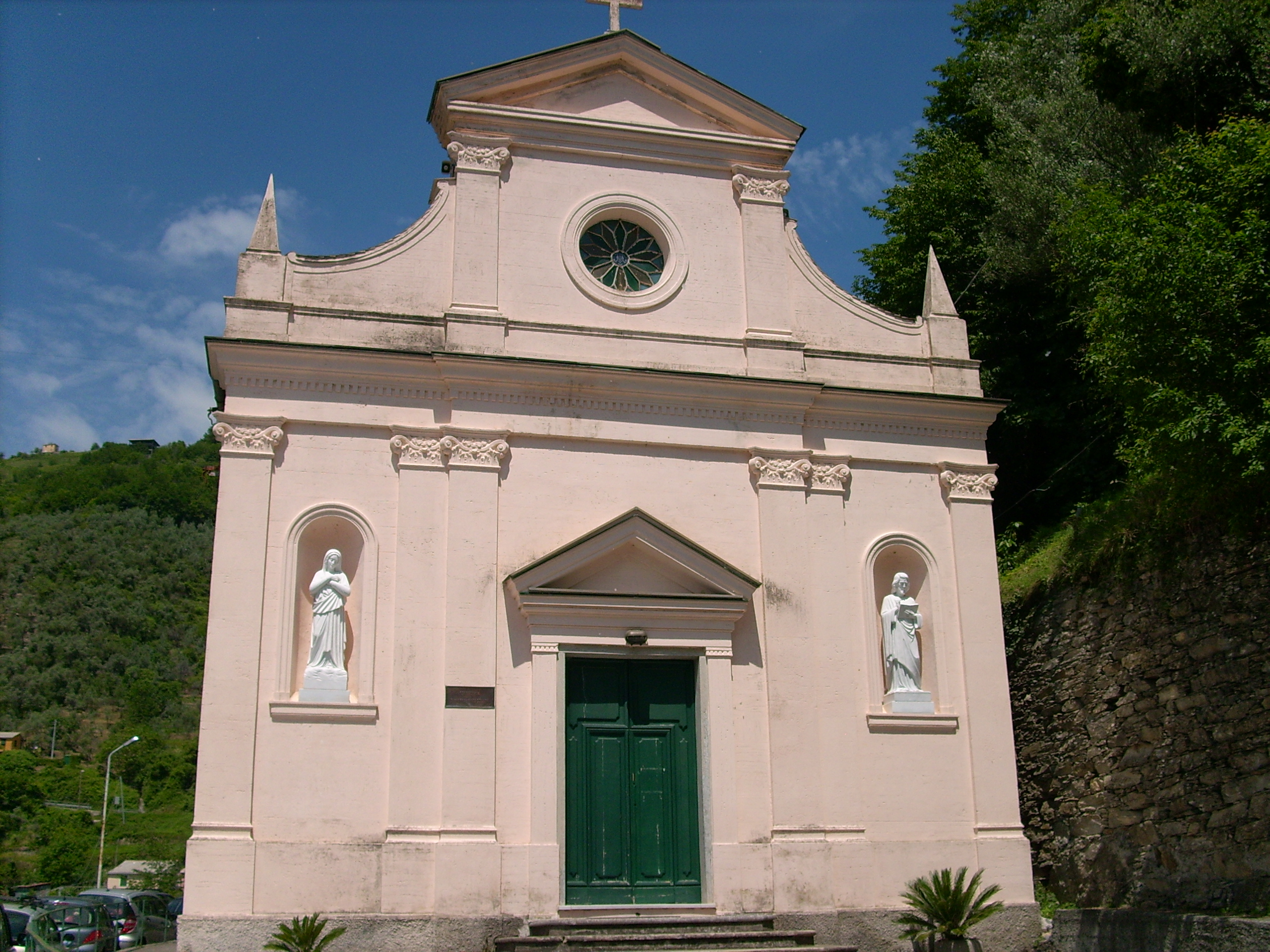
La chiesa di Santa Maria Immacolata presso Sussisa

### Culto mariano
Nel borgo marinaro è molto sentito dalla popolazione il culto mariano legato prima a un dipinto (conservato nel santuario di Nostra Signora delle Grazie), poi a una statua in pietra - la Madonna del Pontin - raffigurante la Vergine Maria con il mare antistante il paese. Nella storie tramandate si racconta che tale effigie finì in mare per tre volte e ogni volta restituita da esso.
Durante l'invasione dei pirati turchi il 1º luglio del 1584 il quadro mariano fu rubato dalla chiesa e imbarcato nella nave, ma secondo il racconto essa non riuscì a salpare finché i corsari non si videro costretti a gettarlo in mare; il dipinto verrà poi recuperato dai soresi e posto dal 1637 sul ponte medievale ricostruito.
Il 19 giugno del 1944 Sori subì un disastroso bombardamento aereo alleato e anche l'effigie verrà colpita come l'intero paese. Sempre secondo il racconto popolare la statua verrà ritrovata intatta sulla spiaggia undici anni dopo (nel gennaio 1955) da alcuni pescatori soresi e prontamente riposta nel nuovo ponte sovrastante il torrente Sori. Così recita un ritornello in lingua locale:
trae votte da-o limpido ma,
e gente con fede segua
tre votte t'han vista,
t'han vista arria!»
tre volte dal limpido mare,
e la gente con fede sicura
tre volte ti hanno vista,
ti hanno vista arrivare!»

## Geografia antropica
L'attuale territorio comunale è costituito, oltre al capoluogo e a numerose località minori, dalle otto frazioni di Cànepa, Capreno, Lago, Levà, San Bartolomeo, Sant'Apollinare, Sussisa e Teriasca per un totale di 13,07 km2.
Confina a nord con i comuni di Bargagli, Lumarzo e Uscio, a sud è bagnato dal mar Ligure, a ovest con Bargagli, Genova, Bogliasco e Pieve Ligure, e a est con Lumarzo, Uscio, Avegno e Recco.

## Economia

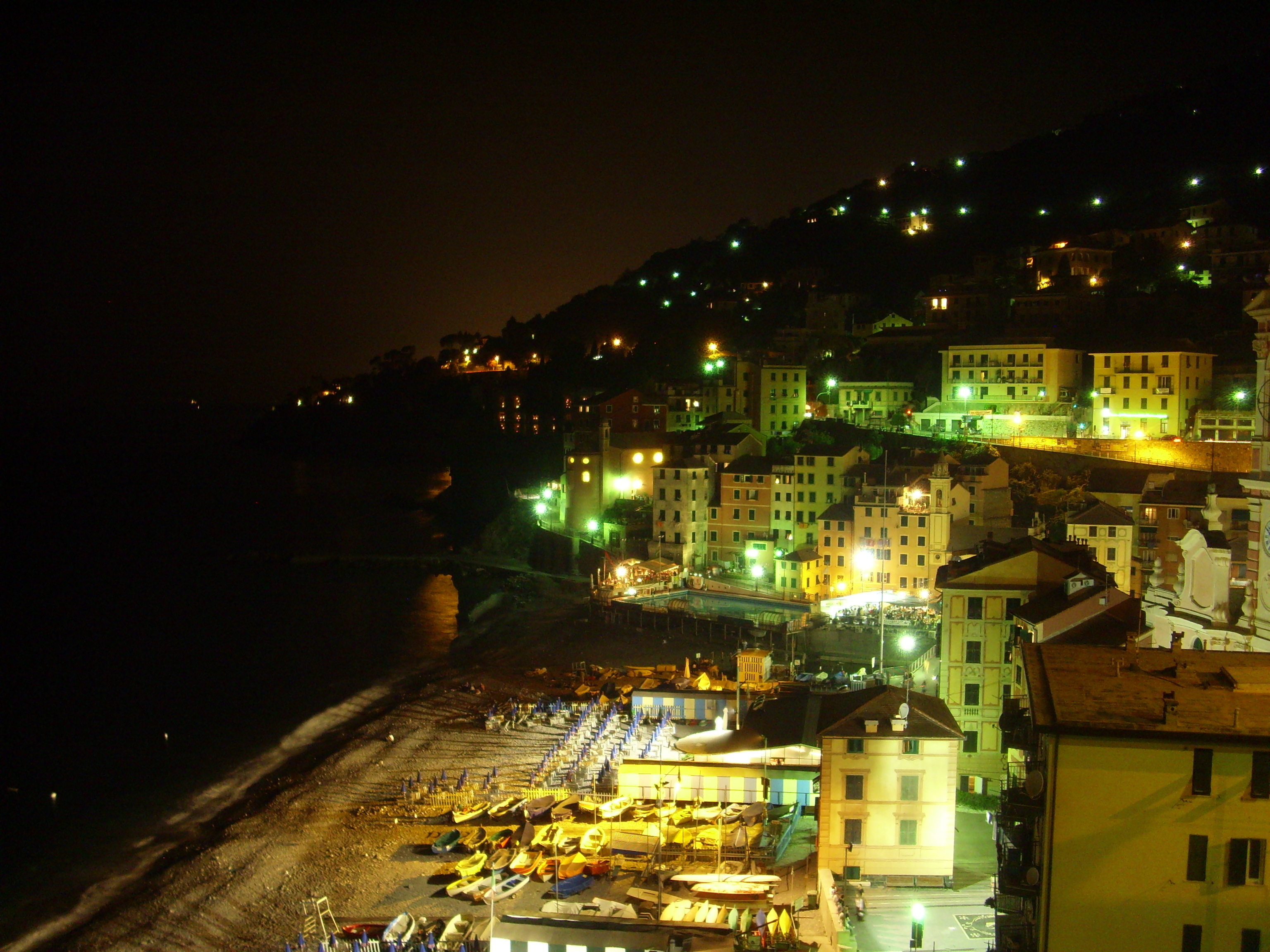
La spiaggia di notte

Il settore agricolo dell'economia sorese, un tempo vitale per la popolazione della vallata (olivicoltura, cereali, allevamento e pascolo, selvicoltura), si è nel corso nel Novecento largamente ridotto, essendo venuta meno la necessità della sussistenza. Realtà produttive del primo settore rimangono alcune aziende florovivaistiche, in particolare per coltura del basilico e delle piante ornamentali, e una produzione di nicchia di olio di oliva.
Il settore industriale (fino agli anni sessanta del XX secolo notevolmente sviluppato e dominato dalle numerose fonderie) ha subito, in conseguenza dell'avvento della viabilità autostradale, un notevole declino per il trasferimento di varie aziende in luoghi dalla migliore accessibilità e dalla maggiore disponibilità di spazi a costi inferiori. Operano nella zona industriale di Sori (l'immediato entroterra lungo la SP 71 che dal centro cittadino conduce alle frazioni) alcune fonderie di ottoni marini, due pastifici operanti nel ramo della pasta fresca (fra i quali il Pastificio Novella) e piccole imprese che producono articoli specialistici (in particolare per la nautica).
Nel settore terziario il turismo balneare ha la posizione principale, essendo Sori una meta ambita dai villeggianti provenienti dalla Lombardia e dal Piemonte, ma anche dai bagnanti giornalieri per la vicinanza con Genova. Operano alcuni stabilimenti balneari stagionali. Nel 2023 località ha ottenuto dalla FEE-Italia (Foundation for Environmental Education) il conferimento della bandiera blu per la qualità delle sue spiagge.
La ricettività turistica consta di alcuni hotel, bed-and-breakfast e ristoranti, fra il capoluogo le frazioni.
La popolazione stabilmente residente trova impiego per lo più a Genova e nelle zone produttive limitrofe. Notevole è il fenomeno del pendolarismo giornaliero e settimanale.

## Infrastrutture e trasporti

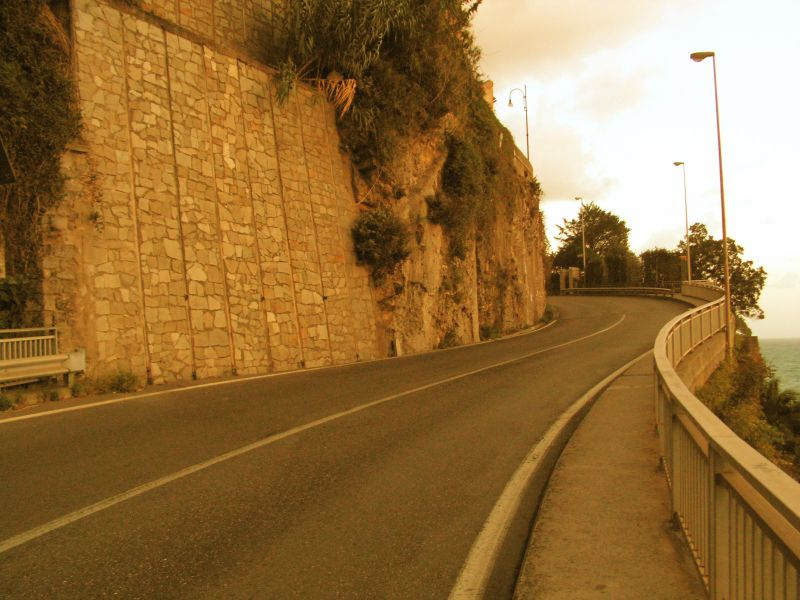
La strada statale 1 Via Aurelia presso Sori

### Strade
Sori è attraversato principalmente dalla strada statale 1 Via Aurelia, che permette il collegamento stradale con Pieve Ligure, ad ovest, e Recco ad est; la via di accesso al borgo è situata fra i km 510 e 511 da Roma. Il viadotto autostradale "Sori" lungo 380 m e alto 120 m (la pila centrale fu la più alta d'Italia dal 1966 al 1971) ne attraversa la vallata.
Dal capoluogo parte la Strada Provinciale 71 "del Monte Cornua" che consente di raggiungere, valicando il crinale della valle, Uscio, la val Fontanabuona e Genova (collegamento con la strada provinciale 67 del Monte Fasce detta "la panoramica").

### Ferrovie
Sori dispone di una propria fermata ferroviaria sulla ferrovia Genova-Pisa.

### Mobilità urbana
Un servizio di trasporto pubblico locale gestito da AMT garantisce quotidiani collegamenti bus fra il capoluogo e le altre località del territorio comunale.

## Amministrazione

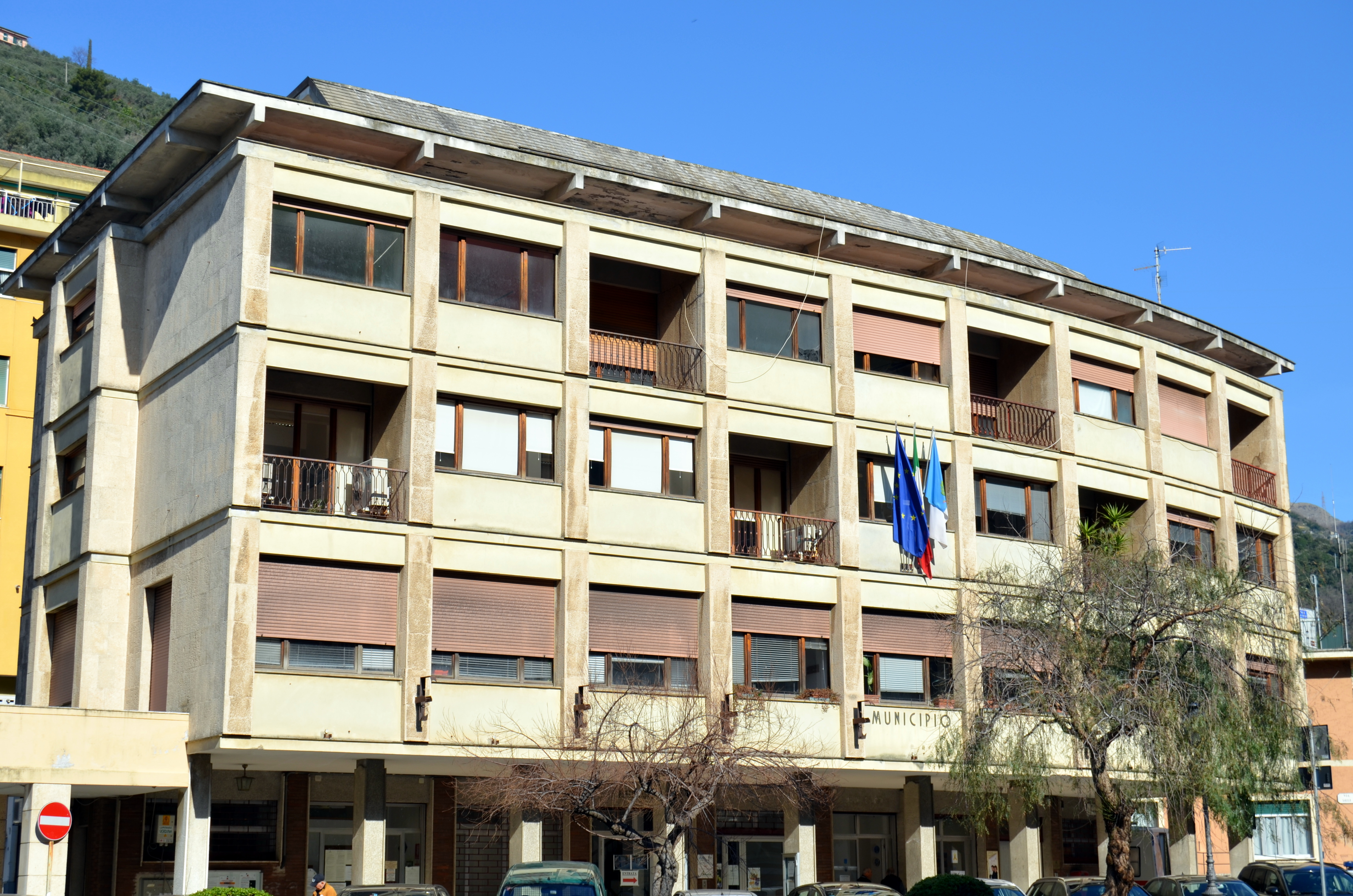
Il municipio

| Periodo        | Periodo        | Primo cittadino    | Partito                                                  | Carica  | Note   |
| -------------- | -------------- | ------------------ | -------------------------------------------------------- | ------- | ------ |
| 31 maggio 1985 | 28 maggio 1990 | Gio Batta Casareto | DC                                                       | Sindaco |        |
| 20 giugno 1990 | 24 aprile 1995 | Gio Batta Casareto | DC                                                       | Sindaco |        |
| 24 aprile 1995 | 14 giugno 1999 | Renzo Bozzo        | Solidarietà e sviluppo (lista civica di centro-sinistra) | Sindaco |        |
| 14 giugno 1999 | 14 giugno 2004 | Renzo Bozzo        | Solidarietà e sviluppo (lista civica di centro-sinistra) | Sindaco |        |
| 14 giugno 2004 | 8 giugno 2009  | Luigi Castagnola   | Insieme per Sori (lista civica di centro-destra)         | Sindaco |        |
| 8 giugno 2009  | 26 maggio 2014 | Luigi Castagnola   | Insieme per Sori (lista civica di centro-destra)         | Sindaco |        |
| 26 maggio 2014 | 27 maggio 2019 | Paolo Pezzana      | Sori 2020 (lista civica di centro-sinistra)              | Sindaco | [ 21 ] |
| 27 maggio 2019 | 10 giugno 2024 | Mario Reffo        | Per Sori (lista civica di centro-destra)                 | Sindaco | [ 22 ] |
| 10 giugno 2024 | in carica      | Marco Visca        | Ancora per Sori (lista civica di centro-destra)          | Sindaco |        |

## Sport

Il torrente Sori, sullo sfondo il ponte ferroviario.

La principale squadra di calcio della città è la G.S.D. Sori che milita nel campionato di Prima Categoria. 
Nella pallanuoto è la Rari Nantes Sori, fondata il 15 marzo del 1956, la principale e unica squadra che, pur avendo militato nel campionato di Serie A1 in diverse occasioni (di cui l'ultima nel 2015-16, grazie alla promozione ottenuta nella stagione 2014-2015), attualmente gioca in Serie A2.